# Mabel Alvarez
Mabel Alvarez (Oahu, Hawaii, 28 de novembre de 1891 - Los Angeles, Califòrnia, 13 de març de 1985) va ser una pintora i retratista estatunidenca. La naturalesa introspectiva dels seus treballs situa la seva obra sota el paraigua dels moviments impressionistes i modernistes californians.

## Biografia
Mabel Alvarez formava part d'una família d'emigrants espanyols que va destacar en diversos camps de les ciències. Va néixer en el regne independent de Hawaii, però després de l'annexió als Estats Units la família es va traslladar a la ciutat de Berkeley, al nord de Califòrnia, i després, al 1909, a Los Angeles.

## Carrera artística
Va demostrar talent des de jove i va començar a estudiar art a partir de 1915 amb resultats notables. Va ser autora d'un gran mural per a l'Exposició Panamà-Califòrnia que se celebrà a San Diego el 1915 per commemorar l'obertura del Canal de Panamà, la qual cosa li va valer la Medalla d'Or. Va rebre classes a l'Escola d'Il·lustració i Pintura de William Cahill i va tenir com a mestre John Hubbard Hill. Una de les seves obres va ser escollida com a portada del catàleg d'art de l'Escola de 1916.
El seu primer retrat es va exposar el 1917 al Museu d'Art del Comtat de Los Angeles, un museu amb el qual col·laboraria durant tota la vida. La seva primera exposició com a artista professional va tenir lloc a la mostra anual del San Francisco Art Institute el 1918. En una exposició de 1919, Alvarez va ser premiada per la interpretació del cap d'un nen titulat Carmen. El 1923 va guanyar un premi a la millor pintura de figures per la seva obra Autoretrat a la mostra de primavera del Museu de Los Angeles.
Els seus primers treballs es van veure fortament influenciats per les lectures de Will Levington Comfort, i deixen patent l'interès d'Alvarez per la teosofia i el misticisme oriental, una oportunitat per a l'espiritualitat. El 1922 va formar part del Grup dels Vuit, un col·lectiu d'artistes que buscava mètodes d'innovació en la pintura, molt crític amb el Club d'Art de Califòrnia.
Més tard va conèixer Morgan Russell, un dels deixebles de Cézanne i Matisse, i la influència sincronista impregnaria els seus treballs durant les dues dècades següents. Mabel Alvarez es va convertir en alumna seva, però també en la seva confident i en una font de suport econòmic. Amb l'arribada de la Segona Guerra Mundial es va traslladar temporalment a Hawaii, on va treballar voluntàriament com a infermera per a la Creu Roja mentre retratava soldats i ciutadans comuns, però amb el final de la guerra va perdre gran part del seu interès per l'art. No obstant això, un viatge a Mèxic durant la dècada següent li va fer renéixer l'interès per les avantguardes.
Mabel Alvarez va continuar pintant tota la seva vida i fent exposicions amb regularitat. Va passar els últims anys en una residència d'ancians i va morir a l'edat de 93 anys.
L'exposició «Mabel AIvarez (1891-1985): A Retrospective» se celebrà l'any 1999 a la Galeria d'art Laband de la Universitat Loyola Marymount com a resultat de la col·laboració amb l'Orange County Museum of Art de Newport Beach.